# Gottfried Kinkel
Johann Gottfried Kinkel (Oberkassel, 11 agosto 1815 – Zurigo, 13 novembre 1882) è stato un poeta, storico, rivoluzionario, docente e giornalista tedesco.

## Biografia

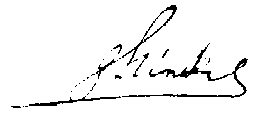
Firma di Gottfried Kinkel

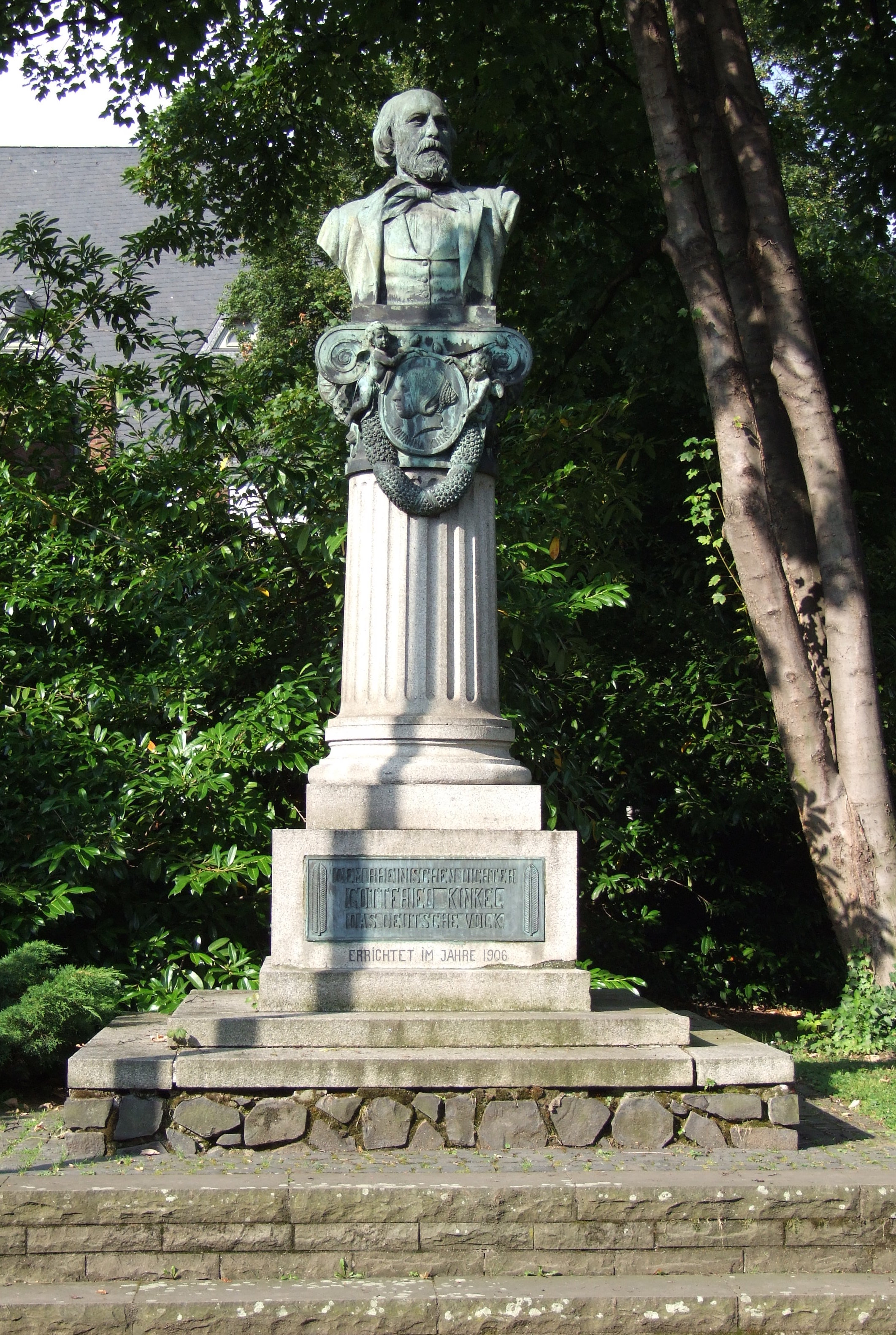
Obercassel, Monumento a Gottfried Kinkel

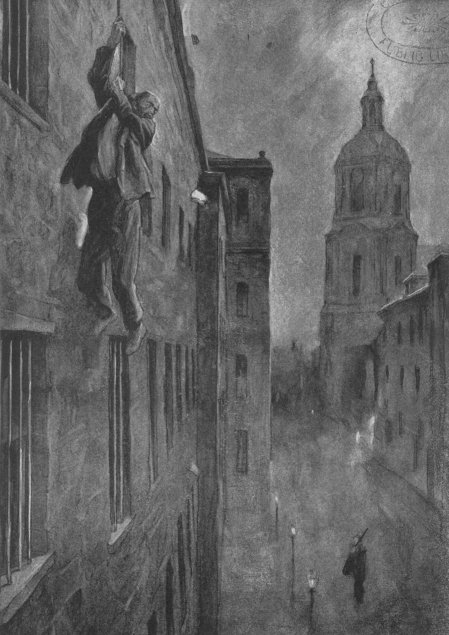
Disegno raffigurante la fuga di Kinkel dal carcere di Spandau

Gottfried Kinkel nacque a Oberkassel, attualmente quartiere (Ortsteil) di Beuel, Stadtbezirk di Bonn. Dopo aver studiato teologia nelle università di Bonn e Berlino, si stabilì a Bonn nel 1836 come Privatdozent di teologia; fu anche istitutore nel locale ginnasio, e per un po' di tempo fu assistente predicatore a Colonia. Dopo una crisi religiosa, abbandonò l'insegnamento della teologia per dedicarsi allo studio della storia dell'arte, disciplina alla quale aveva iniziato a interessarsi dopo un viaggio in Italia nel 1837.
Nel 1843 sposò Johanna Mockel (1810-1858), scrittrice, compositrice e musicista che aiutò il marito sia nell'attività di scrittore che nell'attività politica. La coppia ebbe quattro figli. Nel 1846 Kinkel fu nominato professore straordinario di storia dell'arte all'Università di Bonn. Nel 1848 l'aiuto della moglie e dell'ex allievo Carl Schurz, diede vita al Bonner Zeitung, una rivista rivoluzionaria in politica ma in cui erano presenti anche articoli di letteratura, recensioni di spettacoli musicali o teatrali, o saggi critici dedicati alle arti figurative.
Nel 1849 Kinkel si unì alle forze rivoluzionarie armate del Palatinato, ritenendo di agire legalmente in obbedienza alle direttive di Francoforte del Parlamento federale degli Stati tedeschi e dell'Austria, eletto a suffragio universale. Kinkel fu ferito negli scontri, venne arrestato e condannato alla prigione a vita. Sebbene in un primo tempo le autorità lo avessero stabilito che fosse imprigionato in una fortezza dove avrebbe potuto svolgere in parte la sua attività di studio, Federico Guglielmo IV di Prussia dichiarò illegali queste disposizioni: commutò "graziosamente" il carcere a vita nella condanna in un penitenziario per detenuti comuni, dove gli furono rasati i capelli, imposto l'abbigliamento dei detenuti, vietato lo studio prescritto l'obbligo di lavorare come cardatore di lana. Nel 1850 fu trasferito nel carcere di Spandau da dove la moglie e il suo amico ed ex allievo Carl Schurz lo aiutarono a evadere; nel novembre 1850 Gottfried Kinkel si rifugiò in Inghilterra.
Nel 1850 Kinkel si recò negli Stati Uniti d'America a cercare fondi per un Prestito nazionale tedesco a favore delle attività rivoluzionarie in Germania. Sebbene fosse accolto entusiasticamente dalla popolazione e fosse stato ricevuto anche dal presidente Millard Filmore, la raccolta fu deludente e Kinkel ottenne solo piccole somme. Ritornato a Londra nel 1853, visse insegnando lingua e letteratura tedesca al Bedford College o impartendo lezioni private sulla letteratura, l'arte e la storia della cultura tedesca. Nel 1858 fondò il periodico in lingua tedesca Hermann. Lo stesso anno rimase vedovo: la moglie Johanna morì, probabilmente suicida, per essere caduta da una finestra. Nel 1860 Kinkel sposò Minna Emilia Ida Werner, una tedesca originaria di Königsberg che viveva a Londra. Nel 1863 fu nominato ispettore scolastico dell'Università di Londra e di altre scuole in Inghilterra. Nel 1866 accettò la cattedra di archeologia e storia dell'arte al Politecnico di Zurigo; rimase a Zurigo fino alla morte, avvenuta sedici anni più tardi.

## Opere
- Predigten über auserwählte Gleichnisse und Bildreden Christi, nebst Anhang einige Festpredigten (1842)
- Der Grobschmied von Antwerpen (1842)
- König Lothar von Lotharingien oder gekränktes Recht (1842)
- Gedichte (1843) (on-line)
- Geschichte der bildenden Künste bei den christlichen Völkern (1845) (on-line)
- Die Ahr (1846)
- Otto der Schütz. Eine rheinische Geschichte in zwölf Abenteuern (1846) (on-line)
- Vom Rhein (1847)
- (in collaborazione con Johanna Kinkel) Erzählungen (1849) (on-line)
- König und Dichter (1851)
- Nimrod: Ein Trauerspiel (1857) (on-line)
- Das Mosaik in der Kunstgeschichte (1876)
- Doktor Ypocras (1877)
- Tanagra. Idyll aus Griechenland (1883)

In vita la popolarità di Kinkel come poeta fu enorme. Le sue "Gedichte" (Poesie liriche), apparse la prima volta nel 1843, ebbero molte edizioni. La critica moderna invece giudica più severamente le composizioni di Kinkel, di ispirazione romantica e sentimentale secondo moda letteraria del tempo in Germania, piacevoli ma datate nel gusto. Migliori appaiono le novelle in versi Otto der Schütz, eine rheinische Geschichte in zwölf Abenteuern (Ottone l'arciere, novella renana in dodici episodi) del 1846 che nel 1896 aveva raggiunto già la 75ª edizione, e Der Grobschmied von Antwerpen (Il grande fabbro di Anversa, 1868), e la tragedia in versi Nimrod. Fra i suoi saggi sono utilizzate ancora oggi la raccolta di frammenti di poeti epici greci (Epicorum Graecorum fragmenta), e la storia dell'arte dei paesi cristiani (Geschichte der bildenden Künste bei den christlichen Völkern).